# Сакураи, Масахиро
Масахиро Сакураи (桜井 政博 Сакураи Масахиро, род. 3 августа 1970, Мусасимураяма, Токио, Япония) — японский геймдизайнер, программист и автор песен, наиболее известный как создатель серий игр Kirby и Super Smash Bros.. Помимо работы в этих сериях, он также выступил в качестве геймдизайнера игры Meteos, вышедшей в 2005 году и руководил разработкой игры Kid Icarus: Uprising, вышедшей в 2012 году.
Бывший сотрудник HAL Laboratory, в 2003 году он покинул компанию, а в 2005 году вместе со своей женой Митико Сакураи (также бывшей сотрудницей HAL Laboratory) они основали Sora Ltd., подставную компанию, которая работает на внештатной основе над несколькими проектами. Он также является автором еженедельной колонки для журнала Famitsu и занимался озвучиванием некоторых игр, в частности, озвучивал Короля Дидиди в играх Kirby 64: The Crystal Shards и серии Super Smash Bros.. Разработал культ упрощённого, но глубокого игрового процесса.

## Биография
Масахиро Сакураи родился 3 августа 1970 года в Мусасимураяме, Токио, Япония. Одним из ранних опытов Сакураи в индустрии видеоигр был опыт работы в компании HAL Laboratory, где он в возрасте 19 лет создал персонажа по имени Кирби и на его основе разработал свою первую игру — Kirby's Dream Land.
Сакураи покинул компанию 5 августа 2003 года, после того, как устал от постоянного давления со стороны HAL Laboratory, завершив свою работу над серией Kirby. «Мне было трудно осознавать, что каждый раз, когда я делаю новую игру, люди автоматически считают, что непременно последует продолжение», — сказал Сакураи в интервью «Nintendo Dream» через две недели после того, как он ушел из компании. Он объяснил, что «Даже если это лишь продолжение, оно является результатом тяжёлой работы целой команды сотрудников, но некоторые люди считают, что процесс разработки — естественный процесс».
Его отставка произошла через несколько дней после интервью, в котором он открыто критиковал компанию за обстоятельства, связанные с разработкой игры Kirby Air Ride для консоли Nintendo Gamecube. Вскоре после этого Сакураи начал работать в компании Q Entertainment вместе с Тецуей Мизугути. Результатом сотрудничества стала игра Meteos, выпущенная в 2005 году, уникальная игра-головоломка для Nintendo DS. 30 сентября 2005 года Сакураи объявил о создании собственной компании — Sora Ltd.. Было объявлено о разработке двух игр, но информация об их названиях (кроме факта их разработки) не была разглашена. Что касается будущего серии Super Smash Bros., президент Nintendo и HAL Laboratory Сатору Ивата, во время пресс-конференции Nintendo в рамках E3 2005, пообещал, что игра серии обязательно появится на Nintendo Wii.
В 885 выпуске журнала Famitsu Сакураи сообщил, что он будет выступать в качестве режиссёра и игрового дизайнера игры Super Smash Bros. Brawl для Wii. Разработка Super Smash Bros. Brawl была завершена в 2008 году, тогда же игра и увидела свет, после того как персонал, заимствованный из 19 различных студий разработчиков, помог в разработке. Сакураи ежедневно обновлял официальный веб-сайт игры Super Smash Bros Brawl — «Smash Bros. Dojo». Начиная с предыдущего года он раскрывал секреты игры и выкладывал контент, связанный с геймплеем игры, на сайт. У сайта Smash Bros. Dojo были регулярные обновления с 22 мая 2007 года по 14 апреля 2008 года.
В последний день обновлений выяснилось, что Сакураи озвучивал Короля Дидиди в играх Kirby 64: The Crystal Shards и Super Smash Bros. Brawl.. Он и его компания Sora Ltd., совместно с Nintendo, образовали внутреннюю студию Project Sora, которая на 72 % принадлежала Nintendo и 28 % — Sora Ltd. На E3 2010 выяснилось, что Сакураи и компания Project Sora работают над игрой Kid Icarus: Uprising для Nintendo 3DS. Компания Project Sora прекратила существование 30 июня 2012 года. На E3 2011 представитель Nintendo объявил, что Сакураи работает над играми Super Smash Bros. для Nintendo 3DS и Wii U. Разработка игр началась после выхода Kid Icarus: Uprising в марте 2012 года.
В феврале 2013 года у Сакураи был диагностирован кальцинирующий тендинит его правого плеча, что вызывало у него боли при движении непосредственно этой рукой. Он упомянул, что это может существенно замедлить его работу, поскольку он самостоятельно принимает участие в тестировании игр. Жена Сакураи, Митико, работала над графическим интерфейсом для многих игр, включая Kirby Air Ride, Meteos и Super Smash Bros..
В еженедельной колонке журнала Famitsu в январе 2015 года Сакураи упомянул возможность завершения карьеры, выразив сомнение в том, что он сможет продолжать разрабатывать игры, если его карьера будет оставаться такой же напряженной, как и прежде. В декабре 2015 года Сакураи ещё раз выразил сомнения в том, будет ли ещё игра в серии Super Smash Bros., однако 8 марта 2018 года в рамках Nintendo Direct для Nintendo Switch была анонсирована Super Smash Bros. Ultimate. Игра вышла в декабре 2018 года, директором игры выступил Сакураи.
14 марта 2022 года Сакураи получил награду «Лучший создатель» от Weekly Famitsu. Сакураи также объявил, что работает над новым проектом, не связанным с разработкой игр.

## Игры, в разработке которых принимал участие
| Название                                   | Год  | Роль                                                                          |
| ------------------------------------------ | ---- | ----------------------------------------------------------------------------- |
| Arcana                                     | 1992 | Особая благодарность                                                          |
| Kirby's Dream Land                         | 1992 | Руководитель, планирование игры                                               |
| Kirby's Adventure                          | 1993 | Руководитель, планирование игры, геймдизайнер                                 |
| Kirby Super Star                           | 1996 | Руководитель, планирование игры                                               |
| Super Smash Bros.                          | 1999 | Руководитель, планирование игры                                               |
| Kirby 64: The Crystal Shards               | 2000 | Актёр озвучивания (Король Дидиди)                                             |
| Super Smash Bros. Melee                    | 2001 | Руководитель, планирование игры                                               |
| Kirby: Nightmare in Dream Land             | 2002 | Руководитель, планирование игры                                               |
| Fire Emblem: The Binding Blade             | 2002 | Особая благодарность                                                          |
| Kirby Air Ride                             | 2003 | Руководитель, планирование игры                                               |
| Kirby & the Amazing Mirror                 | 2004 | Консультант                                                                   |
| Meteos                                     | 2005 | Геймдизайнер                                                                  |
| Mushiking: The King of Beetles             | 2005 | Геймдизайнер                                                                  |
| Super Smash Bros. Brawl                    | 2007 | Руководитель, планирование игры, сценарист, актёр озвучивания (Король Дидиди) |
| Kid Icarus: Uprising                       | 2012 | Руководитель, планирование игры, сценарист                                    |
| Super Smash Bros. для Nintendo 3DS и Wii U | 2014 | Руководитель, планирование игры, актёр озвучивания (Король Дидиди)            |
| Super Smash Bros. Ultimate                 | 2018 | Руководитель, планирование игры, актёр озвучивания (Король Дидиди)            |